# Barbara Crampton
Barbara Crampton (ur. 27 grudnia 1958 w Levittown) – aktorka amerykańska. Zagrała w kilku kultowych horrorach, ale znana przede wszystkim z seriali telewizyjnych: Dni naszego życia, Mody na sukces oraz Guiding Light. W 1986 roku pozowała do nagiej sesji zdjęciowej w Playboyu.

## Filmografia
- Dni naszego życia (1983)
- Świadek mimo woli (1984)
- Reanimator (1985)
- Zza światów (1986)
- Roboty śmierci (1986)
- Porwana (1986)
- Żar młodości (1987 – 2002)
- Trancers 2 (1991)
- Guiding Light (1993 – 1995)
- Wojny robotów (1993)
- Moda na sukces (1995 – 1998)
- Potwór na zamku (1995)
- Kowboje przestrzeni (1996)
- Syn chrzestny (1998)
- Mroczne żniwa (1999)
- Niebo w błyskawicach (2001)
- Żona sąsiada (2001)
- The Sisterhood (2004)
- Read You Like a Book (2006)
- Następny jesteś ty (2011)
- The Lords of Salem (2012)